# Roberto Mario Sergio Commercio
Roberto Mario Sergio Commercio (Catania, 24 maggio 1955) è un politico italiano.

## Biografia

### Elezione a deputato
Alle elezioni politiche del 2008 viene eletto alla Camera dei Deputati, nelle liste del Movimento per le Autonomie nella circoscrizione Sicilia 2.